# Winfixer
Winfixer est une famille de faux utilitaires qui sont présentés sur le site de l'éditeur comme des logiciels de protection du système.
L'éditeur prétend que ces logiciels réparent les fichiers corrompus, nettoient la base de registre, réparent les erreurs du disque dur, etc. En réalité, ce sont des logiciels malveillants.

## Fonctionnement
Ces logiciels effectuent, entre autres, des actions malveillantes sur le système sur lequel il est lancé :
- Plantage du système
- Ouverture de popups signalant une infection
- Ralentissement de la navigation internet
- Modifications de valeurs dans le registre
- Changement du papier peint du bureau.

Il peut être installé de deux façons :
1. Installation volontaire depuis le site de l'éditeur.
2. Installation avec un autre logiciel, dans lequel il est intégré comme sponsor.

Une méthode simple pour le neutraliser est d'utiliser Spybot-S&D.
Il existe un moyen d'éviter la publicité : faites une recherche sur n'importe quel moteur et, avec un peu de patience, vous trouverez une solution accessible.
D'après certains internautes qui se sont fait voler (car ce logiciel coûte quand même 30 euros), il existerait deux moyens de retrouver son argent :
- Sur le site officiel de Winfixer, une section « remboursement » semble exister.
- Certains recours en justice ont déjà abouti.

## Logiciels similaires

### DriveCleaner
Drivecleaner, diffusé par Drive Cleaner, Inc., est un logiciel malveillant de type scareware avec des fonctions de publiciel.
DriveCleaner se présente comme un outil de sécurité et de maintenance dont la version de démonstration est gratuite. Il génère des rapports alarmistes et encourage les utilisateurs à faire l'acquisition d'une version enregistrée du logiciel afin de supprimer les menaces imaginaires signalées. Il peut affecter Windows 2000, Windows 95, Windows 98, Windows CE, Windows Me, Windows NT, Windows Server 2003 et Windows XP. Il est souvent accompagné d'autres malwares et faisait partie des neuf logiciels de ce type diffusés par le ver informatique Conycspa.AJ.